# Livietta e Tracollo
Livietta e Tracollo, ossia La contadina astuta är ett operaintermezzo i två delar med musik av Giovanni Battista Pergolesi och libretto av Tomasso Mariani.

## Historia
Verket har fått flera titlar: La finta Polacca, Il ladro finto pazzo och Il Tracollo. Intermezzot blev mycket populärt och spelades i Europa i många varianter. Verket framfördes första gången som mellanaktsunderhållning till operan Adriano in Siria den 25 oktober 1734 på Teatro San Bartolomeo i Neapel.

## Personer
- Livietta, en ung bondflicka (Sopran)
- Tracollo, tjuv (Bas)
- Faccenda, Tracollos kumpan (stum roll)
- Fulvia, Liviettas väninna (stum roll)

## Handling
Livietta har lurats av tjuven Tracollo. Hon klär ut sig till fransman för att hämnas. Tillsammans med väninnan Fulvia överraskar de Tracollo och dennes kumpas Faccenda mitt under pågående tjuveri. För att blidka Livietta lovar Tracollo att gifta sig med henne. Men hon vägrar och låtsas vara döende. Till slut försonas de två efter det att Tracollo har lovat att bättra sig.